# 煙囪效應

壓力表代表絕對氣壓和氣流

煙囪效應（英文：Stack effect）是指戶內空氣沿著有垂直坡度的空間向上昇或下降，造成空氣加強對流的現象。
最常見的煙囪效應是火爐、锅爐運作時，產生的熱空氣隨著煙囪向上昇，在煙囪的頂部離開。因為煙囪中的熱空氣散溢而造成的氣流，將戶外的空氣抽入填補，令火爐的火更猛烈。
煙囪效應亦可以是逆向的。當戶內的溫度較戶外為低（例如在夏季時使用空氣調節），氣流可以在煙囪內向下流動，將戶外空氣從煙囪抽入室內。
煙囪效應的強度與煙囪的高度，戶內及戶外溫度差距，和戶內外空氣流通的程度有關。
在高樓大廈的環境內，煙囪效應可以是令火災猛烈加劇的原因。在低層發生的火災造成的熱空氣，因為密度較低，經電梯槽或走火通道內得以往上流動，使高熱氣體不斷在通道的頂部積聚，結果是使火勢透過這種空氣的對流在大廈的頂層制造另一個火場。不單使撲救變得更困難，更會危及前往天台逃生者的生命安全。

## 參看
- 嘉利大廈大火
- 嘉禾大廈大火